# Hraběšice
Hraběšice település Csehországban, Šumperki járásban. Hraběšice Nový Malín, Oskava, Vikýřovice és Sobotín településekkel határos. Lakosainak száma 199 fő (2024. január 1.).

## Népesség
A település lakosságának változását az alábbi diagram mutatja:
| Lakosok száma | 727  | 707  | 479  | 202  | 103  | 101  | 158  | 172  | 192  | 199  |
|               | 1869 | 1890 | 1921 | 1950 | 1980 | 2001 | 2017 | 2019 | 2022 | 2024 |